# Josep Maria Pujol i de Barberà
Josep Maria Pujol de Barberà (Tarragona, 1871-1949) fue un arquitecto modernista titulado en 1892. Arquitecto del ministerio de finanzas en Barcelona, en Murcia, en Granada y Córdoba (1893-1897) y arquitecto municipal de Tarragona (1897-1939).

## Obras
Obras en Tarragona:
- (1902) del matadero
- (1903) las Bodegas Müller, c/ Real, 34-36
- (1911-1915) el mercado central
- (1913) las casas Ripoll, pg. de Sant Antoni, 15 y 17
- (1916-1918) la Cooperativa Obrera Tarraconense
- (1920) casa Bofarull, rambla Nova, 37
- (1923) colegio La Salle

Con Adolf Ruiz i Casamitjana ganó el concurso para el Orfanato Ribas de Barcelona, pero su proyecto no se realizó.